# Богдановка (Старошайговський район)
Богда́новка (рос. Богдановка, ерз. Богдановка) — село у складі Старошайговського району Мордовії, Росія. Адміністративний центр Богдановського сільського поселення.
Населення — 543 особи (2010; 528 у 2002).
Національний склад (станом на 2002 рік):
- росіяни — 59 %
- мокшани — 35 %